# Sportpark Tinga
Sportpark Tinga is een sportpark in de stad Sneek, direct zuidelijk gelegen ten opzichte van Sportpark VV Sneek.
Het sportpark bestaat uit tien smashcourttennisbanen, twee kunstgrashockeyvelden, een strandvolleybalaccommodatie en een parcours met fitnesstoestellen. De verenigingen die momenteel gebruikmaken van het park zijn De Vliegende Bal en de Sneeker Mixed Hockey Club. Beide verenigingen hebben ook een clubgebouw op het park.